# Dvalinia
Dvalinia är ett släkte av steklar. Dvalinia ingår i familjen puppglanssteklar.
Kladogram enligt Catalogue of Life:
| Dvalinia | \| \| Dvalinia axillaris \| \| \| \| \| \| Dvalinia fascipennis \| \| \| \| |
|          | \| \| Dvalinia axillaris \| \| \| \| \| \| Dvalinia fascipennis \| \| \| \| |
|          | Dvalinia axillaris                                                          |
|          |                                                                             |
|          | Dvalinia fascipennis                                                        |
|          |                                                                             |